# Самаро-Ивановка
Самаро-Ивановка (баш. Һамар-Ивановка) — деревня в Мелеузовском районе Республики Башкортостан Российской Федерации. Входит в состав Первомайского сельсовета. 

## География

### Географическое положение
Расстояние до:
- районного центра (Мелеуз): 8 км,
- центра сельсовета (Первомайская): 15 км,
- ближайшей ж/д станции (Мелеуз): 8 км.

## Население
| 2002 | 2009 | 2010 |
| ---- | ---- | ---- |
| 365  | ↗372 | ↘320 |

Национальный состав
Согласно переписи 2002 года, преобладающие национальности — русские (50 %), башкиры (47 %).